# Comté de Lauderdale (Mississippi)
Pour les articles homonymes, voir Comté de Lauderdale.
Le comté de Lauderdale est situé dans l’État du Mississippi, aux États-Unis. Il comptait 78 161 habitants en 2000. Son siège est Meridian.